# 紀元前446年
紀元前446年（きげんぜんよんひゃくよんじゅろくねん）は、西暦（ローマ暦）による年。
当時は、「フススとバルバトゥスIIIIが共和政ローマ執政官に就任した年」として知られていた（もしくは、それほど使われてはいないが、ローマ建国紀元308年）。紀年法として西暦（キリスト紀元）がヨーロッパで広く普及した中世時代初期以降、この年は紀元前446年と表記されるのが一般的となった。

## 他の紀年法
- 干支 : 乙未
- 日本
  - 皇紀215年
  - 孝昭天皇30年
- 中国
  - 周 - 貞定王23年
  - 秦 - 厲共公31年
  - 晋 - 哀公6年
  - 楚 - 恵王43年
  - 斉 - 宣公10年
  - 燕 - 成公9年
  - 趙 - 襄子30年
- 朝鮮
  - 檀紀1888年
- ベトナム :
- 仏滅紀元 : 99年
- ユダヤ暦 : 3315年 - 3316年

## できごと

### ギリシア
- アカイアはアテナイからの独立を果たした。アテナイの海の支配と食糧供給に不可欠であったエヴィア島は、アテナイに対して反乱を起こした。ペリクレスは、軍を率いてエヴィア島に遠征した。
- メガラは、アテナイへの反乱に加わった。メガラの戦略的な重要性は、プレイストアナクスに率いられたスパルタ軍の出現によって、12年間で初めて実証された。スパルタ軍の脅威のため、ペリクレスは賄賂と交渉によって、アテナイに陸の領土の所有を放棄させ、巨大な海洋帝国に変貌させた。
- スパルタ軍が撤退したため、ペリクレスは50隻の戦艦と5000人の兵士を率いてエヴィア島に戻り、全ての敵対勢力を取り締まった。彼は財産を失ったハルキスの土地所有者を罰し、またIstiaiaの住人は住居を追い出され、2000人のアテナイ市民がそこに移住した。
- スパルタ軍がペリクレスからの賄賂を受け取ったことを聞くと、スパルタ王プレイストアナクスはスパルタ市民により弾劾されたが、アルカディアに亡命した。将軍クレアンドリダスも亡命したが、不在中に死刑を宣告された。

### シチリア
- シクリ人の指導者Ducetiusは、亡命先のコリントスからシチリアに戻り、ギリシア人とシクリ人の住む北部のカロニーアを植民地化した。

### 共和政ローマ
- コルビオネの戦いで、ティトゥス・クィンクティウス・カピトリヌス・バルバトゥスはローマ軍を率い、ラティウム北部のアエクイ族とラティウム南部のウォルスキ族に勝利した。
- アリキアとアルデア間の領土問題の仲裁に入り、紛争地帯を没収した。

## 誕生
- アリストパネス - ギリシアの劇作家（紀元前385年没）
- マルクス・フリウス・カミルス - ローマの兵士、政治家（紀元前365年没）